# Pouillot oriental
Phylloscopus orientalis
Espèce
Statut de conservation UICN

LC : Préoccupation mineure
Le Pouillot oriental (Phylloscopus orientalis) est une espèce de passereaux de la famille des Phylloscopidae.

## Description
Le pouillot oriental mesure 11 à 12 cm pour une envergure de 18 - 19 cm ; il pèse entre 5,5 et 10,5 g. Ses parties supérieures sont brun-gris, avec une croupe verdâtre-jaune. Les plumes de ses ailes sont brun sombre, avec des bords verdâtre-jaune et un bout plus sombre. Ses parties inférieures sont blanches, légèrement grisâtres ou chamois sur le côté. Sa queue est jaunâtre et relativement longue. Sa tête est plutôt pâle, et il présente un sourcil blanc mat. Son iris est brun sombre et son œil entouré d'un fin cercle blanc. Son bec est sombre avec des bords roses et ses pattes sont brun terne.  
Les deux sexes ont le même plumage ; les juvéniles ont un plumage similaire à celui des adultes. 
Il peut être distingué des autres pouillots par sa croupe pâle, ses dessous blancs, son cercle oculaire blanc, ses joues pâles et les bords jaune-vert des plumes de sa queue et de ses ailes. Il diffère de son proche cousin le Pouillot de Bonelli par le fait qu'il est légèrement plus brun-gris, et par ses ailes légèrement différentes ; il est cependant plus simple de le distinguer par ses vocalisations. 

### Chant et vocalisations
Son chant est un trille rapide, entre 1 et 2 s, ressemblant à celui du Bruant zizi et du Pouillot siffleur. Il est très proche de celui du Pouillot de Bonelli, bien que légèrement plus court et moins fort.
Ses appels sont forts, courts et abrupts ; il s'agit de chip, chirp, khip ou encore chirrip, avec un ton relativement sec, rappelant les appels du Moineau domestique. Il les émet généralement lorsqu'il se nourrit, et fréquemment pendant la saison de reproduction.

## Répartition et habitat

### Répartition

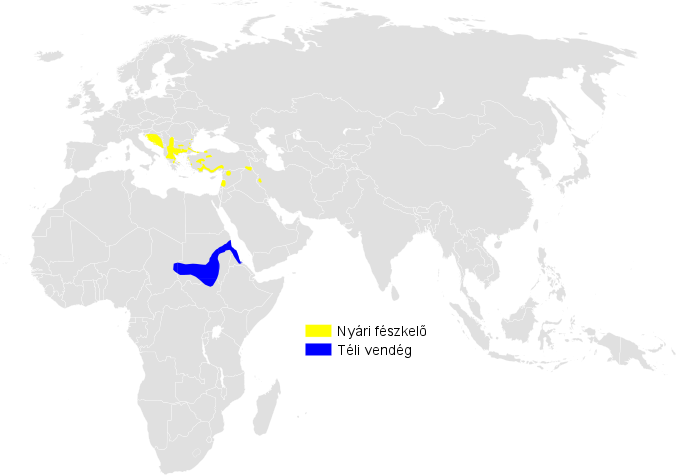
zone de reproduction
zone d'hivernage

Le pouillot oriental vit dans le sud-est de l'Europe et au Moyen-Orient. En particulier, on le retrouve en Croatie, en Serbie, en Bosnie-Herzégovine, au Monténégro, en Grèce, en Macédoine du Nord, en Bulgarie, dans certaines zones de la Turquie et de la Syrie, et au Liban. Il en existe aussi une population en Iran.
Durant l'hiver, on le retrouve dans une partie du Soudan, et dans une petite fraction du Soudan du Sud, de l'Érythrée et du Tchad.

### Migration
Toutes les populations du pouillot oriental sont migratrices. Il quitte sa zone de reproduction en juillet, traversant la Méditerranée pour arriver à partir d'août et au plus tard en octobre. Il repart vers le nord entre la mi-mars et la mi-mai.

### Habitat
Il vit majoritairement dans les forêts de feuillus, avec une végétation au sol assez fournie. Ses arbres favoris incluent le chêne, le hêtre et le pin. On le trouve entre 200 et 1 800 m d'altitude, généralement au-dessus de 800 m.
Dans ses quartiers d'hiver, il cherche le même genre d'environnement, y ajoutant la savane et les acacias.

## Écologie et comportement

### Alimentation
Le pouillot oriental consomme surtout des invertébrés, bien qu'il puisse également se nourrir de fruits à l'automne.
Il attrape les insectes sur les feuilles et les branches des arbres ou des buissons, parfois au vol ; il peut être seul, en couple ou avec d'autres passereaux.

### Reproduction
La reproduction du pouillot oriental est mal connue. La saison de reproduction dure d'avril à août. Il construit son nid au sol, qui est en forme de dôme avec des herbes, des feuilles, de la mousse et des poils. Il pond entre 4 et 6 œufs.

## Systématique
Le pouillot oriental a été décrit pour la première fois par Christian Ludwig Brehm en 1855. Il était auparavant considéré comme formant une seule espèce avec le Pouillot de Bonelli. Il ne possède aujourd'hui qu'une seule sous-espèce.

## Le pouillot oriental et l'humain

### Conservation
Le pouillot oriental est classé comme "préoccupation mineure" par l'UICN, en raison de sa large aire de répartition et sa population située entre 30 000 et 80 000 individus.